# 28042 Mayapatel
28042 Mayapatel è un asteroide della fascia principale. Scoperto nel 1998, presenta un'orbita caratterizzata da un semiasse maggiore pari a 2,2131545 UA e da un'eccentricità di 0,0864172, inclinata di 5,79437° rispetto all'eclittica.